# Stadio Don León Kolbovsky
L'Estadio Don León Kolbovsky è uno stadio di Buenos Aires situato nel barrio di Villa Crespo. Ospita le partite interne del Club Atlético Atlanta e ha una capienza di 14 000 posti.

## Storia
Lo stadio Don León Kolbovsky venne inaugurato nel 1960 durante la partita di campionato tra l'Atlanta e l'Argentinos Juniors, incontro vinto dagli ospiti per 1-3. Prima d'allora i Bohemios giocarono su diversi terreni, fino a quando riuscirono a finanziare la costruzione di uno stadio su Humboldt 470, su lotti di proprietà degli storici rivali del Chacarita Juniors. Tuttavia i problemi di sicurezza e il controlli sempre più stringenti da parte dell'AFA costrinsero la società di Villa Crespo a chiudere l'impianto nel 1959 e a finanziare la costruzione di un nuovo stadio nelle vicinanze.
Nel 2000 lo stadio venne intitolato a León Kolbovsky l'uomo sotto la cui presidenza si era riusciti a dare una casa stabile ai Bohemios. Cinque anni dopo le autorità cittadine chiusero lo stadio, composto per 3/4 da tribune in legno, per l'evidente pericolosità e vetustà delle strutture. Il 6 febbraio 2006 lo stadio venne chiuso definitivamente. Nel 2009, con la costruzione della gradinata per gli ospiti e per i locali, lo stadio poté essere riaperto al pubblico.